# Microliobunum brevipes
Microliobunum brevipes is een hooiwagen uit de familie Sclerosomatidae.